# 진화 게임 이론
진화 게임 이론(EGT,Evolutionary game theory)은 진화하는 개체 집단에서 게임 이론을 적용하는 것이다. 찰스 다윈의 경쟁을 모델링 할 수 있는 경쟁, 전략 및 분석의 프레임 워크를 정의한다. 1973년 존 스미스(John Maynard Smith)와 조지 프리스(George R. Price)의 경연 대회 공식화, 전략으로의 분석, 경쟁 전략의 결과를 예측하는 데 사용할 수 있는 수학적 기준으로 시작되었다.
진화론적 게임 이론은 전략 변화의 역학에 더 초점을 맞춘다는 점에서 고전적인 게임 이론과는 다르다. 이는 개체(또는 인구)의 경쟁 전략의 빈도에 영향을 받는다.
진화 게임 이론은 다윈의 진화에서 이타적 행동의 기초를 설명하는 데 도움이 되었다. 그것은 경제학자, 사회학자, 인류학자, 철학자들에게도 관심을 갖도록 하였다.

## 통화
적합도를 단위로하는 '통화'가 사용된다. 이러한 통화는 비용과 이익이라는 개념에 쉽게 접근할 수 있게 해주며 선택할 수 있는 경우에서 통화를 보다 더많이 기대하는 경우에서 '전략'(strategy)이 형성된다. 이때 보수행렬(payoff matrix)은 진화안정전략을 보여준다.

## 같이 보기
- 의례적 경쟁
- 전략형 게임
- 팃포탯 전략